# Aristide Pozzali
Aristide Pozzali (* 12. Oktober 1931 in Cremona, Lombardei; † 1979) war ein italienischer Boxer. Er wurde 1951 Europameister der Amateure im Fliegengewicht.

## Werdegang

### Amateurlaufbahn
Aristide Pozzali begann als Jugendlicher in seiner Heimatstadt Cremona mit dem Boxen. Er gehörte dem Akademischen Box-Club Cremona an. Er war sehr leicht und kämpfte zunächst im Fliegengewicht und wechselte später in das Bantamgewicht. Er wurde italienischer Meister 1952 im Fliegengewicht und 1953 und 1954 im Bantamgewicht. Von diesen Titelkämpfen ist nur bekannt, dass er 1953 im Halbfinale Piani und im Finale Giuseppe Velitti nach Punkten besiegte.
Seinen ersten internationalen Kampf bestritt er 1950. Er besiegte dabei in Neapel bei einem Länderkampf gegen die Türkei im Fliegengewicht Sevindik Ercis nach Punkten.
Im Mai 1951 vertrat er die italienischen Farben bei der Europameisterschaft der Amateure in Mailand. Er besiegte dort im Fliegengewicht Josef Frankreiter aus der Bundesrepublik Deutschland nach Punkten, kam dann zu einem K.-o.-Sieg in der ersten Runde über Hans Schmöller aus Österreich und bezwang im Halbfinale Pentti Hämäläinen aus Finnland und im Finale Hendrik van der Zee aus den Niederlanden jeweils nach Punkten und wurde damit Europameister. Im Oktober 1951 startete er auch bei den Mittelmeerspielen in Alexandria/Ägypten. Er besiegte dort im Finale des Fliegengewichts Kalash el-Seyed aus Syrien.
Im Mai 1952 bezwang Aristide Pozzali in Rom bei einem Länderkampf Italien gegen die Vereinigten Staaten im Fliegengewicht Kenneth Wright nach Punkten. Im Juli 1952 startete er auch beim olympischen Boxturnier in Helsinki im Fliegengewicht. In seinem ersten Kampf bezwang er dort Andrew Reddy aus Irland nach Punkten, unterlag aber im Achtelfinale gegen Anatoli Bulakow aus der Sowjetunion nach Punkten, womit er ausschied und auf den 9. Platz kam.
Im April 1953 kämpfte er in Venedig bei einem Länderkampf Italien gegen Finnland im Bantamgewicht gegen Pentti Hämäläinen, der in Helsinki in dieser Gewichtsklasse Olympiasieger geworden war und verlor diesen Kampf nach Punkten. Bei der Europameisterschaft 1953 in Warschau war er nicht am Start.
Im April 1954 bestritt Aristide Pozzali in Mailand bei einem Länderkampf gegen die Bundesrepublik Deutschland einen seiner letzten Kämpfe als Amateur. Er trennte sich dabei im Bantamgewicht von Alfred Schweer aus Bochum unentschieden.

### Profilaufbahn
1954 wurde Aristide Pozzali Profi. Sein Manager wurde Geo Castellani. Er bestritt seinen ersten Profikampf am 30. August 1954 in Brescia und besiegte dort im Fliegengewicht seinen Landsmann Cosimo Pezzuto nach Punkten. Im weiteren Verlauf seiner Profikarriere bestritt er nur zwei Titelkämpfe. Am 13. November 1955 gewann er in Cremona den italienischen Meistertitel im Fliegengewicht durch einen K.-o.-Sieg in der zweiten Runde über Franco Lambardozzo und am 2. März 1957 kämpfte er in Mailand gegen den Titelverteidiger Young Martin aus Spanien um den Europameistertitel im Fliegengewicht. Aristide Pozzali verlor diesen Kampf durch K. o. in der vierten Runde.
Den letzten Kampf seiner Profikarriere bestritt er am 31. März 1958 in Modena im Fliegengewicht gegen Stefano Urbani, gegen den er nach Punkten gewann.
Insgesamt bestritt Aristide Pozzali 36 Profikämpfe, von denen er 31 gewann, davon 10 durch K. o. Nur drei Kämpfe, einen davon durch K. o., verlor er und zweimal boxte er unentschieden.
Aristide Pozzali ist bereits im Januar 1979 im Alter von nur 48 Jahren verstorben.
Erläuterungen
- Fliegengewicht, damals Gewichtsklasse bis 51 kg, Bantamgewicht, bis 54 kg Körpergewicht (nur Amateurbereich)
- K.O. = "Knock Out"